# Francesco Dall’Ongaro
Francesco Dall' Ongaro, (Mansue (Treviso megye), 1808. június 19. – Nápoly, 1873. január 10.) olasz költő, dramaturg és politikus.

## Életpályája
Bár papnak készült, csakhamar hírlapíró és költő lett és az olasz szabadságharcosok közé állt. 1836-ban Triesztbe költözött, ahol La Favilla című újságot szerkesztett és néhány drámát irt, amelyek közül főképpen a hatásos Fornaretto tett szert nagy népszerűségre. 1848-ban fegyvert is fogott és Rómában tagja lett az alkotmányozó gyűlésnek, majd Garibaldi hadsegéde és az első Garibaldi-légiók szervezője. Róma elveszte után száműzetésbe ment, ahonnan csak 1859-ben térhetett vissza; ettől fogva egész haláláig mint az olasz irodalom tanára működött előbb Firenzében, később Nápolyban. Főleg mint lírikus volt jelentős; költeményei élesztői voltak az olasz mozgalmaknak. Színdarabjai közül még Orian Cappello című tragédiájának és a Fama című vígjátékának volt sikere; írt továbbá számos novellát és irodalomtörténeti dolgozatot.

## Művei
- Il Venerdi Santo : scena della vita di L. Byron : canto / di Francesco Dall'Ongaro – Padova – 1837
- Odi quattro alla amica ideale / di Francesco Dall'Ongaro – Venezia – 1837
- La luna del miele : scene della vita conjugale / [Dall'Ongaro] – Trieste – 1838
- Un duello sotto Richelieu : melodramma in due atti : da rappresentarsi nell'I.R. Teatro alla Scala l'autunno 1839 / [musica del maestro sig. Federico Ricci] – Milano: Ricordi, GiovanniTruffi, Gaspare, 1839
- La maschera del Giovedi grasso : ballata inedita / di F. Dall'Ongaro – Udine – 1843
- Poesie scelte /di Francesco Dall'Ongaro – Firenze – 1844
- Il fornaretto : dramma storico / di Francesco Dall'Ongaro – Trieste – 1846
- Viola tricolor : scene familiari / di F. Dall'Ongaro – Padova – 1846
- Il Venerdi santo : scena della vita di lord Byron : aggiuntivi alcuni cantici sacri / di Francesco Dall'Ongaro – Torino – 1847
- Il Bucintoro / [Dall'Ongaro! – [S.l.S.l. Tip. dei successori di Le Monnier, s.d.
- I dalmati : dramma / di Francesco Dall'Ongaro – Torino – 1847
- Opere complete di Francesco Dall'Ongaro – Torino – 1846–1847
- La bandiera tricolore /Parole di: Francesco Dall'Ongaro/Musica di: Cordigliani /1848 (circa)
- Inno repubblicano / di Francesco Dall'Ongaro – [Roma? – 1849?]
- Canti popolari di Francesco Dall'Ongaro : (1845–1849) – Capolago – 1849
- Venezia : l'11 agosto 1848, memorie storiche / di Francesco Dall'Ongaro – Capolago – 1850
- Nuovi canti popolari : raccolti e accomodati alla musica / per cura di F. Dall'Ongaro – Italia – 1851
- Figlie del popolo : novelle / di Francesco Dall'Ongaro – Torino – 1855
- E'Garibaldi : canzone / di F. Dall'Ongaro – Firenze – 1859
- PETRARCA ALLA CORTE D'AMORE : Dramma Lirico / Giulio Roberti ; libretto: F. Dall'Ongaro – Torino: Fodratti fratelli, 1859
- Se siete buona come siete bella / stornello toscano di Francesco Dall'Ongaro ; posto in musica da Carlotta Ferrari da Lodi – Torino – [186.?]
- Il diavolo e il vento : ballata / di F. Dall'Ongaro – Firenze – 1860
- Bianca Cappello : dramma in cinque atti, versi / di F. Dall'Ongaro – Torino – 1860
- I volontari della morte : ballata / di Francesco Dall'Ongaro ; [con scritto di P. Thouar] – Firenze – 1860
- Bianca Capello : Dramma in cinque atti versi / Dall'Ongaro Francesco – Torino – 1860
- Pio IX. / per Francesco Dall'Ongaro – Torino – 1861
- I volontari della morte : ballata / di Francesco Dall'Ongaro – Firenze – 1861
- Baron Ricasoli, prime minister of Italy : a biography / from the italian of F. Dall'Ongaro – London – 1861
- Stornelli italiani / Francesco Dall'Ongaro – Milano – 1862
- La resurrezione di Marco Cralievic : fantasia drammatica / di Francesco Dall'Ongaro – Firenze, Tip. Garibaldi – 1863
- L' ultimo barone : dramma storico tratto dalle cronache venete del secolo 17. / per F. Dall'Ongaro – Torino – 1863
- Il sogno di Venezia : scena lirica / di Francesco Dall'Ongaro – Napoli – 1864
- Garibaldina. Inno di guerra dei volontari italiani, con una lettera del generale Garibaldi / [Dall'Ongaro] – Firenze – [1866?]
- Istoria del diavolo : raccontata alla Societa delle letture scientifiche e letterarie in Milano / da Francesco Dall'Ongaro – Milano – 1865
- I gesuiti giudicati da se medesimi : documenti e fatti concernenti la compagnia di Gesu / con prefazione e note del professore F. Dall'Ongaro – Milano Firenze – 1865
- Sei canti nazionali / di F. Dall'Ongaro – Firenze – 1866
- Fantasie drammatiche e liriche / di Francesco Dall'Ongaro – Firenze – 1866
- Acqua alta : schizzo comico / di Francesco Dall'Ongaro – Venezia – 1867
- Clementina Cazzola : ricordi / Dall'Ongaro Francesco – Firenze – 1868
- L' arte italiana a Parigi nell'esposizione universale del 1867 : ricordi / di F. Dall'Ongaro – Firenze – 1869
- Viva l'Italia: il 25 dicembre 1870 / \Dall'Ongaro! – Firenze – 1870
- Il sogno di Garibaldi / Francesco Dall'Ongaro – Firenze – [1871?]
- Le tre giornate d'Italia nell'anno 1870 / F. Dall'Ongaro – Milano – 1871
- A Eugenio Agneni per il suo quadro le ombre dei grandi toscani : sogno d'un esule /F. Dall'Ongaro! – Paris – \187.!
- Studj critici sul teatro indiano / per Francesco Dall'Ongaro – Firenze – 1873
- Scritti d'arte / di Francesco Dall'Ongaro – Milano Napoli – 1873
- La betulia liberata : poemetto inedito / di Francesco Dall'Ongaro – Venezia – 1874
- L' AMANTE DI RICHIAMO : Melodramma Giocoso / Federico Ricci ; libretto: F. Dall'Ongaro – Torino: Fodratti
- Guglielmo Tell : dramma inedito in cinque atti / _Di] Francesco dall'Ongaro – Milano – 1876
- Il convito di Baldassare / libretto in 4 atti di Francesco Dall'Ongaro ; musica di Giorgio Miceli. Da rappresentarsi per la prima volta al R. Teatro S. Carlo, stagione – Napoli – 1878
- Stornelli politici e non politici / Dall'Ongaro – MilanoTipografia P. B. Bellini e C. – 1883
- Alghe della laguna : rime vernacole / di F. Dall'Ongaro – Venezia – 1876
- Novelle vecchie e nuove / F. Dall'Ongaro – Firenze – 1890
- L' addio e le rimembranze : [Componimenti poetici] – Udine – 1893